# Hongkonger Squashnationalmannschaft
Die Squashnationalmannschaft von Hongkong ist die Gesamtheit der Kader des Squashverbandes Hong Kong Squash. In ihm finden sich Sportler Hongkongs wieder, die ihr Land sowohl in Einzel- als auch in Teamwettbewerben national und international im Squashsport repräsentieren.

## Historie

### Herren
Hongkong nahm erstmals 1979 bei einer Weltmeisterschaft teil. Ihr Debüt schloss die Mannschaft mit dem 13. Platz ab. Bis auf die Austragungen 1981, 1985 und 1987 nahm die Mannschaft stets an der Endrunde teil. Das beste Resultat erzielte Hongkong zunächst bei der Teilnahme 2003 mit dem Einzug ins Viertelfinale und einem abschließenden achten Platz. 2017 gelang der Mannschaft nach einem 2:1-Viertelfinalerfolg über Frankreich erstmals der Einzug ins Halbfinale, sie schloss das Turnier auf Rang drei ab.
Bei Asienmeisterschaften feierte Hongkong größere Erfolge. 1992 erreichte die Mannschaft erstmals das Finale, das sie gegen Pakistan verloren. Auch 1996 unterlagen sie Pakistan im Endspiel. 1994 sowie von 1998 bis 2002 belegte Hongkong insgesamt viermal den dritten Rang, jeweils stets vor Indien.

## Letzter WM-Kader
Bei der letzten Weltmeisterschaft 2023 bestand die Mannschaft Hongkongs aus den folgenden Spielern:
| Rang | Name           | Geburtsdatum    | WRL | Einsätze | Siege | Niederlagen |
| ---- | -------------- | --------------- | --- | -------- | ----- | ----------- |
| 1.   | Lau Tsz-Kwan   | 5. Februar 1996 | 47  | 5        | 3     | 2           |
| 2.   | Henry Leung    | 10. März 1995   | 49  | 5        | 3     | 2           |
| 3.   | Tang Ming-Hong | 23. Juli 1993   | 80  | 2        | 1     | 1           |
| 4.   | Wong Chi-Him   | 8. April 1994   | 102 | 4        | 3     | 1           |

## Bilanz
| Herren |                    |                    |                    |                    |                    |
| Jahr   | Austragungsort     | Runde              | Platzierung        | Siege              | Niederlagen        |
| 1967   | Melbourne          | nicht teilgenommen | nicht teilgenommen | nicht teilgenommen | nicht teilgenommen |
| 1969   | Birmingham         | nicht teilgenommen | nicht teilgenommen | nicht teilgenommen | nicht teilgenommen |
| 1971   | Palmerston North   | nicht teilgenommen | nicht teilgenommen | nicht teilgenommen | nicht teilgenommen |
| 1973   | Johannesburg       | nicht teilgenommen | nicht teilgenommen | nicht teilgenommen | nicht teilgenommen |
| 1976   | Birmingham         | nicht teilgenommen | nicht teilgenommen | nicht teilgenommen | nicht teilgenommen |
| 1977   | Toronto            | nicht teilgenommen | nicht teilgenommen | nicht teilgenommen | nicht teilgenommen |
| 1979   | Brisbane           | Gruppenphase       | 13.                | 1                  | 6                  |
| 1981   | Stockholm          | nicht teilgenommen | nicht teilgenommen | nicht teilgenommen | nicht teilgenommen |
| 1983   | Auckland           | Gruppenphase       | 19.                | 0                  | 6                  |
| 1985   | Kairo              | nicht teilgenommen | nicht teilgenommen | nicht teilgenommen | nicht teilgenommen |
| 1987   | London             | nicht teilgenommen | nicht teilgenommen | nicht teilgenommen | nicht teilgenommen |
| 1989   | Singapur           | Gruppenphase       | 20.                | 3                  | 5                  |
| 1991   | Helsinki           | Gruppenphase       | 18.                | 3                  | 3                  |
| 1993   | Karatschi          | Gruppenphase       | 21.                | 3                  | 1                  |
| 1995   | Kairo              | Gruppenphase       | 14.                | 4                  | 2                  |
| 1997   | Petaling Jaya      | Gruppenphase       | 24.                | 1                  | 5                  |
| 1999   | Kairo              | Gruppenphase       | 20.                | 3                  | 3                  |
| 2001   | Melbourne          | Gruppenphase       | 18.                | 3                  | 3                  |
| 2003   | Wien               | Viertelfinale      | 8.                 | 3                  | 4                  |
| 2005   | Islamabad          | Gruppenphase       | 21.                | 1                  | 3                  |
| 2007   | Chennai            | Achtelfinale       | 15.                | 2                  | 4                  |
| 2009   | Odense             | Gruppenphase       | 17.                | 4                  | 2                  |
| 2011   | Paderborn          | Achtelfinale       | 10.                | 4                  | 3                  |
| 2013   | Mülhausen          | Achtelfinale       | 13.                | 4                  | 3                  |
| 2015   | Kairo              | keine Austragung   | keine Austragung   | keine Austragung   | keine Austragung   |
| 2017   | Marseille          | Halbfinale         | 3.                 | 4                  | 1                  |
| 2019   | Washington, D.C.   | Achtelfinale       | 11.                | 4                  | 2                  |
| 2023   | Tauranga           | Achtelfinale       | 10.                | 3                  | 3                  |
| Gesamt | 18 / 27 Teilnahmen | 18 / 27 Teilnahmen | 0 Titel            | 50                 | 59                 |